# Kill This Love
Kill This Love – drugi koreański minialbum południowokoreańskiej grupy Blackpink, wydany 5 kwietnia 2019 roku przez wytwórnię YG Entertainment. Ukazał się w dwóch wersjach: „Black” i „Pink”. Płytę promował singel o tym samym tytule. Sprzedał się w nakładzie 402 820 egzemplarzy w Korei Południowej (stan na wrzesień 2020 r.). Zdobył certyfikat Platinum w kategorii albumów.
16 października 2019 roku album ukazał się w Japonii, wydany przez Universal Music Japan. Osiągnął 5 pozycję w rankingu Oricon i pozostał na liście przez 33 tygodnie.

## Lista utworów
| CD | CD                                                      | CD                       | CD                               | CD               | CD      |
| Nr | Tytuł utworu                                            | Tekst                    | Kompozycja                       | Aranżacja        | Długość |
| -- | ------------------------------------------------------- | ------------------------ | -------------------------------- | ---------------- | ------- |
| 1. | „Kill This Love”                                        | Teddy Park, Bekuh BOOM   | Teddy, R.Tee, 24, Bekuh BOOM     | Teddy, R.Tee, 24 | 3:13    |
| 2. | „Don't Know What to Do”                                 | Teddy                    | Teddy, 24, Brian Lee, Bekuh BOOM | Teddy, R.Tee, 24 | 3:22    |
| 3. | „Kick It”                                               | Teddy, Danny Chung, TAEO | Teddy, 24                        | 24               | 3:12    |
| 4. | „Anigil (Hope Not)” (kor. 아니길 (Hope Not))            | Teddy, Masta Wu          | Teddy, Seo Won-jin, Lydia Paek   | Seo Won-jin      | 3:12    |
| 5. | „Ddu-Du Ddu-Du” (kor. 뚜두뚜두 (DDU-DU DDU-DU) (remix)) | Teddy                    | Teddy, 24, R.Tee, Bekuh BOOM     | R.Tee            | 3:22    |

## Notowania
| Lista                                           | Pozycja |
| ----------------------------------------------- | ------- |
| Gaon Weekly Album Chart                         | 3       |
| Five Music (Tajwan)                             | 3       |
| Hiszpania (PROMUSICAE)                          | 30      |
| Szwecja (Sverigetopplistan)                     | 23      |
| Official Albums Chart Top 100 (Wielka Brytania) | 40      |
| Billboard 200                                   | 24      |
| Billboard World Albums                          | 1       |